# Giám sát trực tuyến
Giám sát trực tuyến là giám sát hoạt động máy tính hoặc dữ liệu được truyền tải qua mạng máy tính như Internet. Việc theo dõi thường được thực hiện một cách bí mật và có thể được thực hiện bởi các chính phủ, các công ty, tổ chức tội phạm, hoặc các cá nhân. Nó có thể hoặc không thể hợp pháp và có thể có hoặc không có yêu cầu ủy quyền của tòa án hoặc các cơ quan chính phủ độc lập khác.
Các chương trình giám sát máy tính và mạng đang phổ biến hiện nay và gần như tất cả lưu lượng truy cập Internet có thể được theo dõi.
Giám sát cho phép các chính phủ và các cơ quan khác duy trì kiểm soát xã hội, công nhận và giám sát các mối đe dọa, ngăn chặn và điều tra các hoạt động tội phạm. Với sự ra đời của các chương trình như chương trình Nâng cao nhận thức Thông tin (Total Information Awareness), các công nghệ như máy tính giám sát tốc độ cao và phần mềm sinh trắc học, và các luật như Đạo luật Hỗ trợ Truyền thông để củng cố Luật pháp (Communications Assistance For Law Enforcement Act), các chính phủ hiện nay có khả năng giám sát hơn bao giờ hết hoạt động của các công dân.
Tuy nhiên, nhiều nhóm dân quyền và quyền riêng tư như Phóng viên Không Biên giới, Quỹ Biên giới Điện tử (Electronic Frontier Foundation) và Liên đoàn Tự do Dân sự Mỹ đã bày tỏ mối quan ngại rằng, với việc giám sát công dân ngày càng tăng, chúng ta sẽ trở thành hoặc thậm chí đã có một xã hội bị giám sát tập thể, đưa tới sự giới hạn tự do về chính trị và/hoặc cá nhân. Lo sợ như vậy đã dẫn đến nhiều vụ kiện như Hepting chống lại AT & T. Nhóm hoạt động hacker Anonymous đã tấn công vào các trang web của chính phủ để phản đối những gì họ cho là "giám sát quá chặt chẽ".